# Overbruggingsfinanciering
Overbruggingsfinanciering, ook bekend als overbruggingskrediet of bridgefinanciering of brugkrediet, bestaat uit kortlopende leningen die worden gebruikt om onmiddellijke financieringsbehoeften te overbruggen totdat een langetermijnfinanciering of permanente oplossing is gevonden. Deze leningen worden vaak gebruikt door bedrijven en individuen om tijdelijke liquiditeitsproblemen aan te pakken, zoals het overbruggen van de periode tussen de aankoop van een nieuw huis en de verkoop van een bestaand huis, of het financieren van een bedrijfsovername totdat een langetermijnfinanciering is verkregen.

## Werking
Een overbruggingsfinanciering is ontworpen om snel en efficiënt kapitaal te verschaffen. De lening heeft doorgaans een looptijd van zes maanden tot drie jaar, afhankelijk van de specifieke behoeften van de lener en de voorwaarden van de lening. De rente op een overbruggingslening is meestal hoger dan die van traditionele leningen vanwege het verhoogde risico en de kortere looptijd.
Overbruggingslening kunnen op verschillende manieren worden gestructureerd, maar ze vallen over het algemeen in twee categorieën: open en gesloten overbruggingsleningen.
- Een open overbruggingslening heeft geen vaste terugbetalingsdatum en wordt vaak gebruikt wanneer de lener nog op zoek is naar permanente financiering.
- Een gesloten overbruggingslening daarentegen heeft een vaste terugbetalingsdatum, meestal vastgesteld op het moment dat de permanente financiering naar verwachting beschikbaar zal zijn.

## Toepassingen

### Vastgoedfinanciering
Overbruggingsfinanciering wordt vaak gebruikt voor de aankoop van commercieel vastgoed om de verkoop snel af te sluiten. Kopers van vastgoed gebruiken overbruggingsleningen om de periode tussen de aankoop van een nieuwe woning en de verkoop van hun bestaande woning te overbruggen. Dit stelt hen in staat om een nieuw huis te kopen zonder te hoeven wachten op de verkoop van hun oude huis. Ook wordt overbruggingsfinanciering gebruikt om vastgoed uit executie terug te halen of te profiteren van een kortetermijnkans om financiering op lange termijn veilig te stellen. 
Overbruggingsleningen op vastgoed worden doorgaans terugbetaald wanneer het vastgoed wordt verkocht, geherfinancierd bij een traditionele kredietverstrekker, de kredietwaardigheid van de kredietnemer verbetert, het vastgoed wordt verbeterd of voltooid, of er een specifieke verbetering of verandering plaatsvindt die een permanente of volgende hypotheekronde mogelijk maakt. financiering te gebeuren. Het timingprobleem kan voortkomen uit projectfasen met verschillende kasbehoeften en risicoprofielen, maar ook uit het vermogen om financiering veilig te stellen.

### Bedrijfsfinanciering
Overbruggingsleningen worden voor verschillende doeleinden gebruikt in durfkapitaal en andere bedrijfsfinanciering:
- Het injecteren van kleine hoeveelheden geld om een bedrijf overeind te houden, zodat het niet zonder geld komt te zitten tussen opeenvolgende grote private equity-financieringen
- Om noodlijdende bedrijven overeind te houden terwijl ze op zoek zijn naar een overnemende partij of grotere investeerder (in welk geval de kredietverstrekker vaak een aanzienlijke aandelenpositie verkrijgt in verband met de lening)
- Als laatste schuldfinanciering om het bedrijf door de periode voorafgaand aan een beursintroductie of overname te helpen.
- Om bedrijfsovernames te financieren. Dit type financiering biedt het benodigde kapitaal om een acquisitie snel af te ronden, terwijl het bedrijf werkt aan het verkrijgen van langetermijnfinanciering.
- Om tijdelijke cashflowproblemen op te lossen. Dit kan nuttig zijn in situaties waarin een bedrijf te maken heeft met seizoensgebonden schommelingen in de inkomsten of wanneer het wacht op betalingen van klanten.
- Om de financiering van een project te overbruggen totdat er voldoende cashflow is gegenereerd of totdat andere financieringsbronnen beschikbaar komen.

## Voordelen
SnelheidEen van de belangrijkste voordelen van overbruggingsfinanciering is de snelheid waarmee ze kunnen worden verkregen. Traditionele leningen kunnen weken of zelfs maanden duren om goedgekeurd en gedistribueerd te worden, terwijl overbruggingsleningen vaak binnen enkele dagen beschikbaar zijn.
FlexibiliteitOverbruggingslening bieden flexibiliteit in termen van terugbetalingsschema's en gebruik van de fondsen. Ze kunnen worden aangepast aan de specifieke behoeften van de lener.
Geen onderbrekingenVoor bedrijven kan een overbruggingslening ervoor zorgen dat operaties zonder onderbreking doorgaan, zelfs tijdens perioden van financiële onzekerheid. Dit kan cruciaal zijn voor het behoud van bedrijfsactiviteiten en het vermijden van faillissement.
Onderhandelen vanuit een sterke positieIn vastgoedtransacties kunnen kopers die over overbruggingsfinanciering beschikken, onderhandelen vanuit een sterkere positie omdat ze kunnen optreden als contante kopers.

## Nadelen
Hoge kostenOverbruggingsleningen hebben meestal hogere rentetarieven dan traditionele leningen, wat de totale kosten van de lening aanzienlijk kan verhogen. Dit maakt ze duurder op de lange termijn.
Kortlopende aardDe kortlopende aard van overbruggingsleningen betekent dat leners snel een manier moeten vinden om de lening af te lossen, wat extra druk kan veroorzaken als de verwachte langetermijnfinanciering niet tijdig beschikbaar komt.
Risico'sVanwege de hogere rentetarieven en kortere looptijden kunnen overbruggingsleningen riskant zijn. Als de lener er niet in slaagt om de lening op tijd terug te betalen, kan dit leiden tot financiële problemen of zelfs faillissement.
ComplexiteitHet verkrijgen van een overbruggingsleningen kan complex zijn en vereist vaak uitgebreide documentatie en goedkeuringen. Dit kan een tijdrovend proces zijn en mogelijk juridische en administratieve kosten met zich meebrengen.